# NGC 7550
NGC 7550 is een elliptisch sterrenstelsel in het sterrenbeeld Pegasus. Het hemelobject werd op 18 september 1784 ontdekt door de Duits-Britse astronoom William Herschel.

## Synoniemen
- UGC 12456
- MCG 3-59-15
- ZWG 454.12
- Arp 99
- HCG 93A
- PGC 70830